# Uncama Fossa
L'Uncama Fossa è una struttura geologica della superficie di Plutone.